# Perenethis symmetrica
Perenethis symmetrica là một loài nhện trong họ Pisauridae.
Loài này thuộc chi Perenethis. Perenethis symmetrica được George Newbold Lawrence miêu tả năm 1927.